# Jacques Moeschal (Fußballspieler)
Jacques Moeschal (* 6. September 1900 in Uccle; † 30. Oktober 1956 in Brüssel) war ein belgischer Fußballspieler.

## Spielerkarriere
Moeschal spielte während seiner aktiven Laufbahn ausschließlich für den Royal Racing Club Bruxelles. In 271 Spielen erzielte er 92 Tore für seinen Verein.
Zwischen 1928 und 1931 bestritt Moeschal 23 Länderspiele für die Belgische Fußballnationalmannschaft, in denen er sechs Tore erzielte.
1928 nahm er mit der belgischen Auswahl an den Olympischen Sommerspielen in Amsterdam teil und kam in drei Spielen zum Einsatz. Die Belgier gewannen im Achtelfinale gegen Luxemburg mit 5:3. In diesem Spiel erzielte Moeschal drei Treffer für Belgien.  Bei der 3:6-Niederlage im Viertelfinale gegen Argentinien traf er ebenfalls einmal.
Zwei Jahre später wurde er in den belgischen Kader bei der ersten Weltmeisterschaft in Uruguay berufen. Belgien verlor die Gruppenspiele gegen die Vereinigten Staaten mit 0:3 und gegen Paraguay mit 0:1. In beiden Partien stand Moeschal in der Startaufstellung.